# Лестер (Алабама)
Лестер (енгл. Lester) град је у америчкој савезној држави Алабама. По попису становништва из 2010. у њему је живело 111 становника.

## Демографија
Према попису становништва из 2010. у граду је живело 111 становника, што је 4 (3,7%) становника више него 2000. године.
| Група             | 2000.        | 2010.       |
| Белци             | 107 (100,0%) | 110 (99,1%) |
| Афроамериканци    | 0 (0,0%)     | 0 (0,0%)    |
| Азијати           | 0 (0,0%)     | 0 (0,0%)    |
| Хиспаноамериканци | 0 (0,0%)     | 1 (0,9%)    |
| Укупно            | 107          | 111         |